# مدلاج بن عمرو السلمي
مدلاج بن عمرو بن سميط السُلمي صحابي بدري من المهاجرين، من بني سُليم كان حليفًا لبني عبد شمس بن عبد مناف في الجاهلية، وقيل كان حليفًا لبني غنم بن دودان أحد بطون بني أسد بن خزيمة. أسلم وهاجر إلى يثرب، وشارك مع النبي محمد ﷺ في غزواته كلها، توفي سنة 50 هـ.

## في علم الحديث
وصفه أبو حاتم الرازي بأنه مجهول. وبرر ابن حجر العسقلاني ذلك أنّ: «كذا يصنع أبو حاتم في جماعة من الصحابة يطلق عليهم اسم الجهالة لا يريد جهالة العدالة وإنما يريد أنه من الأعراب الذي لم يرو عنهم أئمة التابعين» مُضيفاً على أنه صحابي. ويتضح من بقية المُحدّثين الثقة فيه. فيقول أبو حاتم بن حبان البستي: «له صحبة». قال عنه الذهبي: «لا يدرى من هو».